# ماهی پرک‌دار برنجین
ماهی پرک‌دار برنجین (نام علمی: Notopterus notopterus) نام یک گونه از تیره ماهی‌های پرک‌دار است.